# Delicatessen (programa de televisión)
Delicatessen, también conocido como Delikatessen, fue un programa de televisión argentino humorístico de 1998, creado y encabezado por Horacio Fontova, junto a un elenco integrado por Diego Capusotto, José Luis Oliver, Fabio Alberti, Damián Dreizik y Luis Ziembrowski. Se transmitía los miércoles a las 22 hs por América. El ciclo fue producido por Cuatro Cabezas, la empresa de Mario Pergolini y Diego Guebel, y era la primera incursión de la productora en un género ajeno al periodístico. El programa duró una temporada y fue cancelado debido a su bajo índice de audiencia.